# Ammerichtunnel
Der Ammerichtunnel ist ein 755 m langer Eisenbahntunnel der Schnellfahrstrecke Köln–Rhein/Main. Er unterquert den Ortsteil Ammerich der rheinland-pfälzischen Gemeinde Neustadt (Wied) und trägt daher seinen Namen.

## Verlauf
Das Nordportal liegt beim Streckenkilometer 53,0, das Südportal bei km 53,8. Die Trasse verläuft im Tunnel in Richtung südlicher Richtung in einer Rechtskurve. Die Gradiente steigt dabei an. Das Bauwerk unterquert dabei unter anderem die Bundesautobahn 3.
Nach etwa 100 Metern schließt sich südlich der Fernthaltunnel an. Zusammen mit diesem teilt sich der Tunnel einen Rettungsplatz. Nördlich folgt, nach einem Erdbauabschnitt, die Wiedtalbrücke.
Die Überdeckung des Tunnels beträgt bis zu rund 25 Meter.

## Geschichte

### Planung
Ende 1995 lag die geplante Länge des Bauwerks bei 720 m, ebenso 1998. Mitte 1999 war das Bauwerk bereits mit der später realisierten Länge von 755 m geplant.

### Bau
Zusammen mit dem benachbarten Fernthaltunnel wurde das Bauwerk Anfang 1999 feierlich angeschlagen. Die Patenschaft übernahm dabei Elke Starke, die 2. Kreisbeigeordnete des Landkreises Neuwied.

### Inbetriebnahme
Der Tunnel ging zusammen mit der Neubaustrecke im Jahr 2002 in Betrieb.